# جایی گوشه قلبم منتظر چیزی هستم
جایی گوشه قلبم منتظر چیزی هستم نمایشنامه‌ای از محمد چرمشیر با موضوع دفاع مقدس است.

## داستان
این نمایشنامه روایتی چند اپیزودی از مردمی است که در اواسط دهه شصت و در روزگار بمباران شهرها توسط رژیم بعثی عراق، احساس ناامنی و مشکلات اقتصادی ناشی از جنگ بر زندگی آنان سایه انداخته است. مردم مستاصل و درمانده‌ای که هر کدام‌شان به نوبت به صحنه می‌آیند تا نقش خود را بازی کنند و دغدغه‌ها و مشکلات خود را بازگو کنند.